# 傅櫆
傅櫆（？—？），江西臨川人。晚明閹黨官員。

## 生平
萬曆二十八年（1600年）庚子科舉人，四十一年癸丑科进士。四十四年六月任福建海澄县知县。天啓二年（1622年）四月考选，授刑科給事中，首劾太常寺少卿管国子监司业事董其昌居乡贪纵，居官放诞，不宜在师表之地。后投靠魏忠賢閹黨，與魏忠賢的外甥傅應星友好。天啟四年三月十九日，傅櫆借「汪文言案」彈劾左光斗、魏大中，誣“招權納賄”。崇祯元年三月升兵科右给事中，五月升太常寺少卿，十月，生员魏学濂剌血上书，鸣父魏大中之冤，旨令看议。崇祯二年正月列名阉党，被削籍为民。